# Howie Schultz
Howard Henry Schultz, detto Howie (St. Paul, 3 luglio 1922 – Chaska, 30 ottobre 2009), è stato un giocatore di baseball, cestista e allenatore di pallacanestro statunitense, professionista nella MLB, nella NBL, nella NBA e nella NPBL.

## Carriera

### Baseball
Tra il 1943 ed il 1948 Schultz giocò in Major League Baseball con i Brooklyn Dodgers, i Philadelphia Phillies ed i Cincinnati Reds. Con i suoi 198 centimetri di altezza, giocò principalmente in prima base ed ottenne una media battuta in carriera di .241.

### Pallacanestro
Ha iniziato la sua carriera nel basket professionistico nel 1946 con gli Anderson Packers della NBL, dove nella sua prima stagione è stato il capocannoniere della squadra, con una media di 11,1 punti a partita. 4 Ha giocato altre due stagioni con la squadra nella NBL, nell'ultima sono stati proclamati campioni della lega, dopo aver sconfitto in finale gli Oshkosh All-Stars, con Schultz come attaccante titolare, con una media di 8,4 punti a partita.
L'anno successivo la squadra ha continuato a giocare nella NBA e Schultz ha iniziato come giocatore-allenatore, ma a metà stagione è stato ceduto insieme a Dick Mehen ai Fort Wayne Pistons in cambio di Frank Brian. Lì ha concluso lo stesso con una media di 8,5 punti e 2,5 assist a partita.
Poiché i Pistons erano senza di lui l'anno successivo, ha firmato per la squadra della sua città natale, la NPBL St. Paul Lights, dove ha giocato una stagione in cui ha segnato una media di 8,8 punti a partita. Nel 1951, Fort Wayne, che conservava i propri diritti nella NBA, lo trasferì ai Minneapolis Lakers, con i quali, nella sua prima stagione, fu proclamato campione della lega, sconfiggendo in finale i New York Knicks, contribuendo con 4,1 punti e 3,7 rimbalzi a partita. 9 Ha giocato un'altra stagione con i Lakers, prima di ritirarsi definitivamente.

## Palmarès
- Campione NBL (1949)
- Campionato NBA: 2

Minneapolis Lakers: 1952, 1953